# Paul Schneider-Esleben

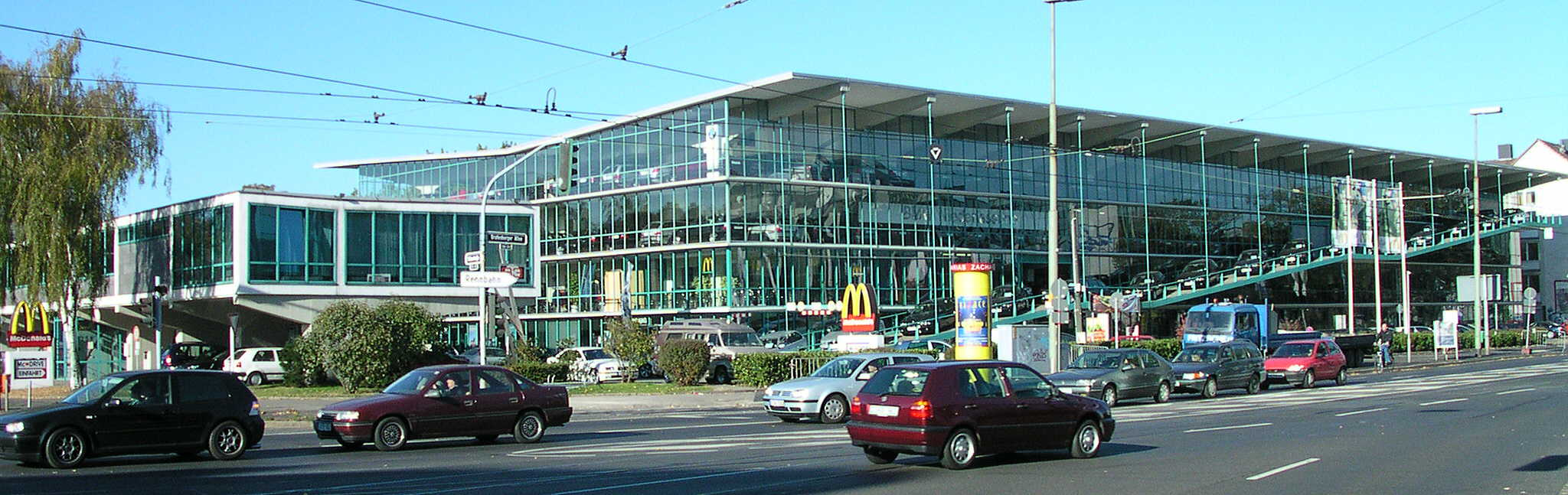
Haniel-Garage på Grafenberger Allee i Düsseldorf.

Paul Schneider-Esleben, ibland kallad bara Paul Schneider, född 23 augusti 1915 i Düsseldorf, Rhenprovinsen, död 19 maj 2005 i Hausham/Fischbachau, var en tysk arkitekt. Hans mest välkända byggnad är Haniel-Garage på Grafenberger Allee i Düsseldorf, ett flervånings parkeringshus med stora glasfasader som byggdes 1951–1953. Paul Schneider-Esleben var far till musikern Florian Schneider. Hans alias var PSE och hans fullständiga namn var Paul Maximilian Heinrich Schneider von Esleben.